# 21 juni
21 juni är den 172:a dagen på året i den gregorianska kalendern (173:e under skottår). Det återstår 193 dagar av året.

## Återkommande bemärkelsedagar

### Nationaldagar
- Grönland (till minne av autonomin från Danmark 1979)

### Övriga
- Fête de la Musique
- Världshumanistdagen (Humanists International)

## Namnsdagar

### I den svenska almanackan
- Nuvarande – Alf och Alvar
- Föregående i bokstavsordning
  - Albanus – Namnet fanns, till minne av ett helgon, S:t Alban, som dog martyrdöden i antingen Tyskland eller på Brittiska öarna, före 1901, då det utgick.
  - Alf – Namnet infördes på dagens datum 1901 och har funnits där sedan dess.
  - Alva – Namnet infördes 1986 på 18 september. 1993 flyttades det till dagens datum och 2001 till 3 september.
  - Alvar – Namnet infördes 1901 på 18 september och fanns där fram till 2001, då det flyttades till dagens datum.
  - Alvin – Namnet infördes på dagens datum 1986, men utgick 1993.
  - Alvina – Namnet infördes på dagens datum 1986, men utgick 1993.
- Föregående i kronologisk ordning
  - Före 1901 – Albanus
  - 1901–1985 – Alf
  - 1986–1992 – Alf, Alvin och Alvina
  - 1993–2000 – Alf och Alva
  - Från 2001 – Alf och Alvar
- Källor
  - Brylla, Eva (red.): Namnlängdsboken, Norstedts ordbok, Stockholm, 2000. ISBN 91-7227-204-X
  - af Klintberg, Bengt: Namnen i almanackan, Norstedts ordbok, Stockholm, 2001. ISBN 91-7227-292-9

### Finlandssvenska almanackan
- Nuvarande från 2025[1] – Ingmar, Inge, Ingemar
- I föregående revideringar[a][2]
  - 1929–1949 – Ingmar
  - 1950–1972 – Ingemar, Inge
  - 1973–2024 – Ingemar, Ingmar, Inge

## Händelser
- 217 f.Kr. – Den karthagiske befälhavaren Hannibals trupper på 55 000 man lyckas halvera den romerske generalen Gaius Flaminius Nepos armé på 30 000 man i slaget vid Trasimenska sjön (i Umbrien) under det andra puniska kriget. Karthagerna dödar tusentals (inklusive Flaminius) och driver andra att drunkna i sjön (de romerska förlusterna uppgår efter slaget till 15 000 man, medan karthagerna förlorar 2 500). Förstärkningar på omkring 4 000 kavallerister från Ariminum under praetorn Gaius Centenius blir genskjutna innan de anländer och krossas också. Därefter marscherar de karthagiska trupperna mot Rom.
- 1340 – Den förre danske kungen Kristofer II:s yngste son Valdemar väljs till ny kung av Danmark på landstinget i Viborg, sedan den danske riksföreståndaren Gerhard III av Holstein har blivit mördad i Randers av riddaren Niels Ebbesen. Det danska riket har då stått utan kung sedan 1332, eftersom landet i praktiken är upplöst som stat, eftersom dess territorium är helt bortpantat till utländska herrar, framförallt tyska furstar och den svensk-norske kungen Magnus Eriksson. Den 20-årige Valdemar blir inte avkrävd någon kungaförsäkran, som hans far blev, eftersom han endast kontrollerar en fjärdedel av Jylland norr om Kongeå och adelsmännen inte förväntar sig att han ska utgöra något hot mot dem. Under de 35 år han sitter vid makten (till sin död 1375) lyckas han emellertid genom olika krig återupprätta det danska riket och göra det till Östersjöns stormakt, genom att återföra allt danskt land under den danska kronan och dessutom erövra ytterligare områden, såsom det svenska Gotland. Hans tillnamn Atterdag har därför tolkats som ”Återdag”, då det med honom ”åter ska ha blivit dag” i det danska riket (efter 1330-talets politiska ”mörker”).
- 1377 – När Edvard III dör efter 50 år på den engelska tronen (sedan 1327) efterträds han som kung av England och herre över Irland av sin 10-årige sonson Rikard II, då dennes far Edvard hastigt har avlidit året före. Med tiden visar sig Rikard vara en svag och vacklande, men ändå tyrannisk kung och därför blir han avsatt av sin kusin Henrik Bolingbroke 1399.
- 1788 – New Hampshire ratificerar den amerikanska konstitutionen och upptas därmed som den 9:e delstaten i den amerikanska unionen.[3]
- 1854 – En brittisk flotteskader på tre fartyg inleder det första slaget vid Bomarsund, genom att bombardera den ryska fästningen Bomarsund på Åland. Då sjömannen Charles David Lucas räddar sitt fartyg, genom att slänga en armerad kanonkula, som hade landat på däck, överbord, där den exploderar utan att skada någon, blir han den förste som någonsin tilldelas utmärkelsen Viktoriakorset. Detta blir en lätt artilleriduell, som slutar oavgjort och inte får någon särskild påverkan på det pågående Krimkriget. Den 13 augusti återkommer dock en brittisk-fransk flottstyrka och inleder ett nytt slag om fästningen.
- 1931 – Arosvallen, indrottsanläggning i Västerås invigs.
- 1942 – Den tyska Afrikakåren och italienska trupper erövrar under Erwin Rommels ledning den libyska staden Tobruk, som sedan året före har varit i brittiska händer. Detta blir en tysk-italiensk delseger i axelmakternas fälttåg för att ta sig fram till och erövra Suezkanalen i östra Egypten, men efter knappt fem månader återtar britterna staden (13 november).
- 1948 – Det brittisk-amerikanska skivbolaget Columbia lanserar den första moderna vinylskivan, som snurrar 33 och en tredjedels varv per minut, vid en demonstration på Hotel Waldorf-Astoria i New York. Till skillnad från de gamla grammofonskivorna ”stenkakorna”, som snurrar 78 varv per minut, benämns den nya skivtypen ”long playing record” (”lång-spelande skiva”), vilket förkortas LP.
- 1963 – Sedan Johannes XXIII har avlidit den 3 juni väljs Giovanni Battista Enrico Antonio Maria Montini till påve och tar namnet Paulus VI.
- 1964 – En svart och två vita medborgarrättsaktivister som har arbetat för svarta amerikaners rättigheter i sydstaterna blir mördade i Neshoba County i Mississippi av några medlemmar ur Ku Klux Klan. Den lokale Ku Klux Klan-ledaren och baptistpastorn Edgar Ray Killen, tros vara anstiftare till morden. Samma dag 2005 blir den då 80-årige Killen fälld för dem och döms till 60 års fängelse.
- 1984 – Den första hjärttransplantationen[4] i Sverige utförs, Sahlgrenska Universitetssjukhuset, under ledning av professor Göran William-Olsson och Eva Berglin.
- 2021 – Regeringen Löfven fälls i en misstroendeomröstning i Sveriges riksdag med 181 röster mot 109.

## Födda
- 1002 – Leo IX, född Bruno d’Eguisheim-Dagsbourg, påve 1049-1054 och helgon
- 1621 – Axel Turesson (Natt och Dag), svensk kammarherre, landshövding i Stockholms län 1645-1647
- 1680 – Olof Estenberg, svensk arkivman och riksarkivarie
- 1774 – Daniel D. Tompkins, amerikansk demokratisk-republikansk politiker, USA:s vicepresident 1817-1825
- 1824 – Adolf Wilhelm Roos, finlandssvensk politiker, generaldirektör för det svenska postverket 1867–1889
- 1826 – Frederick Hamilton-Temple-Blackwood, brittisk diplomat och statsman, generalguvernör över Canada 1872–1878 samt vicekung och generalguvernör över Indien 1884–1888
- 1854 – Andrew Jackson Houston, amerikansk politiker, senator för Texas 1941
- 1863
  - Axel Engdahl, svensk skådespelare, revyförfattare och teaterchef
  - Max Wolf, tysk astronom
- 1866 – Lena Rice, irländsk tennisspelare
- 1873 – Märta Måås-Fjetterström, svensk textilkonstnär
- 1875 – Nelly Thüring, svensk fotograf och socialdemokratisk politiker. En av de fem första kvinnorna som valdes in i Sveriges riksdag.
- 1884
  - Claude Auchinleck, brittisk fältmarskalk och befälhavare under andra världskriget
  - John W. Martin, amerikansk demokratisk politiker, guvernör i Florida 1925–1929
  - Garrett L. Withers, amerikansk demokratisk politiker, senator för Kentucky 1949–1950
- 1891 – Aleksi Lehtonen, finländsk kyrkoman, biskop i Tammerfors stift 1933–1945 och i Åbo ärkestift 1945-1951
- 1892
  - Reinhold Niebuhr, amerikansk teolog och filosof
  - Hilding Rosenberg, svensk tonsättare, dirigent och musikpedagog
- 1893 – Alois Hába, tjeckisk tonsättare och musikpedagog
- 1895 – John Wesley Snyder, amerikansk affärsman och politiker, USA:s finansminister 1946–1953
- 1903 – Alf Sjöberg, svensk filmregissör
- 1905 – Jean-Paul Sartre, fransk författare och filosof, tilldelad men avböjde Nobelpriset i litteratur 1964
- 1906 – Karin Kavli, svensk skådespelare och teaterchef
- 1912 – Mary McCarthy, amerikansk författare
- 1915 – Wilhelm Gliese, tysk astronom, skapare av Gliese-Jahreiss-katalogen
- 1916 – Kurt Pettersén, svensk brottare, OS-guld 1948
- 1919 – Antonia Mesina, italiensk jungfru och saligförklarad martyr
- 1921
  - Judy Holliday, amerikansk skådespelare
  - Jane Russell, amerikansk skådespelare
- 1925
  - Johannes Salminen, finländsk författare och professor
  - Maureen Stapleton, amerikansk skådespelare
- 1931 – Margaret Heckler, amerikansk republikansk politiker och diplomat, USA:s hälsominister 1983–1985 (död 2018)
- 1932 – Lalo Schifrin, argentinsk pianist, kompositör och dirigent
- 1935 – Françoise Sagan, fransk författare
- 1938 – Dan Burton, amerikansk republikansk politiker, kongressledamot 1983–2013
- 1945 – Bert Karlsson, svensk entreprenör, programledare, förläggare, skivbolagsdirektör och nydemokratisk politiker, riksdagsledamot 1991–1994
- 1947
  - Shirin Ebadi, iransk advokat, domare, föreläsare, författare och aktivist, mottagare av Nobels fredspris 2003
  - Dana Rohrabacher, amerikansk republikansk politiker, kongressledamot 1989–2019
- 1950
  - Joey Kramer, amerikansk musiker, trumslagare i gruppen Aerosmith
  - Jan Scherman, svensk programledare, debattör och tv-chef
- 1951
  - Ulf Dohlsten, svensk skådespelare och regissör
  - Jim Douglas, amerikansk republikansk politiker, guvernör i Vermont 2003–2011
  - Nils Lofgren, amerikansk musiker och gitarrist, medlem i gruppen E Street Band
- 1952
  - Jeremy Coney, nyzeeländsk skådespelare och cricketspelare
  - Jan Waldekranz, svensk skådespelare
- 1953 – Benazir Bhutto, pakistansk politiker, Pakistans premiärminister 1988–1990 och 1993–1996 (mördad 2007)
- 1954
  - Dan Hylander, svensk kompositör, textförfattare, gitarrist och sångare
  - Augustus Pablo, jamaicansk reggaemusiker och producent
- 1955 – Michel Platini, fransk fotbollsspelare och -manager
- 1958 – Víctor Montoya, boliviansk författare
- 1959 – John Baron, brittisk konservativ politiker, parlamentsledamot 2001–
- 1961
  - Sascha Konietzko, tysk musiker, medlem i gruppen KMFDM
  - Jose Manuel Chao, fransk musiker med artistnamnet Manu Chao
- 1963
  - Jesper Danielsson, svensk produktionsassistent, regiassistent och ljudläggare
  - Gōshō Aoyama, japansk mangaförfattare
- 1964 – Hans-Olov Öberg, svensk författare och bokförläggare
- 1966 – Pierre Thorsson, svensk handbollsspelare, EM-guld och kopia av Svenska Dagbladets guldmedalj 1998
- 1973
  - Juliette Lewis, amerikansk skådespelare och musiker
  - Fredrik Bremberg, svensk ishockeyspelare
- 1978 – Erica Durance, kanadensisk skådespelare
- 1979 – Chris Pratt, amerikansk skådespelare
- 1981 – Brandon Flowers, amerikansk musiker, sångare och keyboardist i gruppen The Killers
- 1982 – William, brittisk arvprins och hertig av Cambridge (son till kronprinsparet Charles och Diana)
- 1985 – Lana Del Rey, amerikansk sångare
- 1996 – Scottie Scheffler, amerikansk golfspelare
- 2000 – Leon McManus, svensk politiker, språkrör Grön Ungdom

## Avlidna
- 1377 – Edvard III, kung av England och herre över Irland
- 1527 – Niccolò Machiavelli, florentinsk författare, statsvetare, filosof, historiker och politiker, mest känd för skriften Fursten
- 1547 – Sebastiano del Piombo, italiensk målare
- 1591 – Aloysius Gonzaga, italiensk jesuit och helgon
- 1742 – Johannes Steuchius, svensk professor och kyrkoman, superintendent i Karlstads stift, biskop i Linköpings stift samt i Uppsala ärkestift
- 1754 – Thomas Plomgren, svensk affärsman och hattpolitiker
- 1797 – Andreas Peter Bernstorff, dansk statsman, Danmarks statsminister
- 1865 – Bernhard Elis Malmström, svensk författare och professor, ledamot av Svenska Akademien
- 1874 – Anders Ångström, svensk fysiker och astronom, känd som ”spektralanalysens fader” och med längdenheten ångström uppkallad efter sig
- 1901 – Carl Otto Bergman, 73, svensk militär, industriman, kommunalpolitiker och riksdagsman
- 1908 – Nikolaj Rimskij-Korsakov, 64, rysk kompositör
- 1914 – Bertha von Suttner, 71, österrikisk författare och pacifist, mottagare av Nobels fredspris 1905
- 1935 – Angus Wilton McLean, 65, amerikansk demokratisk politiker, guvernör i North Carolina
- 1936 – Sophia Bernadotte, 44, svensk friherrinna
- 1943 – Oscar Johanson, 78, svensk skådespelare
- 1954 – Gideon Sundbäck, 74, svenskamerikansk uppfinnare och industriman, uppfinnare av blixtlåset
- 1957 – Johannes Stark, 83, tysk fysiker, mottagare av Nobelpriset i fysik 1919
- 1969 – Maureen Connolly, 34, amerikansk tennisspelare
- 1979 – Curt Masreliez, 59, svensk skådespelare
- 1980 – Bert Kaempfert, 56, tysk orkesterledare och kompositör
- 1985 – Tage Erlander, 84, svensk socialdemokratisk politiker, Sveriges civilförsvarsminister och biträdande socialminister, ecklesiastikminister samt statsminister och Socialdemokraternas partiledare
- 1990 – June Christy, 64, amerikansk jazzsångare
- 2001
  - John Lee Hooker, amerikansk bluessångare, låtskrivare och gitarrist
  - Carroll O'Connor, amerikansk skådespelare
- 2003 – Leon Uris, amerikansk författare
- 2005 – Jaime Sin, filippinsk romersk-katolsk kardinal, ärkebiskop av Manila
- 2008 – Kermit Love, amerikansk dockspelare, klädformgivare och skådespelare
- 2010 – Allison Parks, amerikansk fotomodell och skådespelare
- 2011 – Robert Kroetsch, kanadensisk författare
- 2012
  - Iwan Morelius, svensk författare och deckarexpert
  - Ramaz Sjengelia, georgisk fotbollsspelare
- 2014 – Joakim Santesson, svensk läkare och entreprenör, son till Albert Bonnier Jr och Mai Santesson